# Gynodiastylis nordaustraliana
Gynodiastylis nordaustraliana är en kräftdjursart som beskrevs av Mihai Bacescu 1991. Gynodiastylis nordaustraliana ingår i släktet Gynodiastylis och familjen Gynodiastylidae. Inga underarter finns listade i Catalogue of Life.